# Girodivite
Girodivite è un quotidiano online Italiano nato nel 1994 come supplemento a I Siciliani (CT) di Pippo Fava e Riccardo Orioles. Fondato da Sergio Failla, Massimo Riera, e da un gruppo di ragazzi di Lentini (SR), è uscito come mensile cartaceo fino al 1997.
Il gruppo di Lentini ha aderito alla "holding dei poveracci", alla quale aderirono in quel periodo, altre 6-7 testate, uscite spesso per pochi mesi, nell'arco di un anno, fra il 1993 e il 1994. «Il Corvo», edito a San Giovanni La Punta, che ebbe un certo successo giungendo alla distribuzione nelle edicole; «Scordia Informalagente», portato avanti da Salvatore Agnello, che uscì con un paio di numeri; «Icaro» giornale di Biancavilla fondato da Davide Sangiorgio; «Fendinebbia» di Enna. «Parole Contro».
Dal dicembre 1994 Girodivite è sul web, tra le testate locali italiane la prima a rivolgersi al nuovo mezzo di comunicazione. Dal 1998 è pubblicato solo sul web.
La caratteristica di Girodivite è quella di essere una testata giornalistica che vuol fare informazione dalle "città invisibili" dell'Italia, con particolar riferimento per le città siciliane e per i problemi del sottosviluppo e delle mafie.
Attorno al 2000 si è organizzato in network, avviando diversi progetti paralleli: Antenati storia della letteratura europea online a carattere open content; Sherazade rivista di storia delle donne; Bancarella recensione di libri economici; Zerobook rivista di recensione.
Dal 2003 esce sul web come settimanale, e come cartaceo una volta l'anno. Girodivite pubblica i suoi contenuti con una licenza Creative Commons Attribution-NonCommercial-ShareAlike 2.5, e aderisce all'idea di web collaborativo, non profit.